# Brown Eyed Girl
«Brown Eyed Girl» es una canción del músico norirlandés Van Morrison publicada en el álbum de 1967 Blowin' Your Mind!.
Compuesta y grabada en 1967 por Van Morrison y producida por Bert Berns, "Brown Eyed Girl" fue publicada como primer sencillo del álbum Blowin' Your Mind!, debutando en el puesto 8 de la lista estadounidense Cashbox y en el 10 en Billboard Hot 100. La canción incluye al grupo Sweet Inspirations en los coros y es ampliamente considerada como una de las canciones más conocidas de Van Morrison.
"Brown Eyed Girl" fue el primer impulso de la carrera en solitario de Van Morrison tras abandonar su posición como cantante del grupo Them, así como el causante principal de su recolocación en Estados Unidos y de su futuro contrato con Warner Bros. Records.
Paul Williams, creador de Crawdaddy, incluyó "Brown Eyed Girl" en su libro Rock and Roll: The Best 100 Singles, escribiendo:

"Iba a decir que es una canción sobre sexo, y lo es, y una canción sobre la juventud y la adolescencia, y la memoria, y es también -mucho y maravillosamente- una canción sobre el cantar".

La versión original de "Brown Eyed Girl" es ampliamente conocida debido a su gran radiodifusión en cadenas de temas clásicos y de "oldies". En este sentido, figura en el puesto 4 de las canciones más puestas por pinchadiscos tanto en 2006 como en 2007. En 2005, Van Morrison recibió un certificado por la difusión en más de siete millones de ocasiones de "Brown Eyed Girl" a través de canales de radio y televisión de Estados Unidos. Nuevamente en 2007, Morrison fue galardonado con un certificado por la difusión en más de 8 millones de ocasiones de "Brown Eyed Girl". La única canción de un compositor europeo que supera esta cifra corresponde a "Every Breath You Take", de The Police, con 9 millones.

"Brown Eyed Girl" fue también publicada en los álbumes recopilatorios de 1990 The Best of Van Morrison y de 2007 Van Morrison at the Movies - Soundtrack Hits y Still on Top - The Greatest Hits. Sendas versiones en directo fueron también publicadas en el álbum de edición limitada de 2006 Live at Austin City Limits Festival y en la reedición del doble álbum en directo de 1974 It's Too Late to Stop Now.

## Grabación
Tras finalizar su contrato con Decca Records y poner fin al grupo Them a mediados de 1966, Van Morrison volvió a Belfast en busca de una nueva compañía discográfica. Cuando recibió una llamada telefónica de Bert Berns, dueño de Bang Records, regresó a Nueva York y firmó rápidamente un contrato (que el biógrafo Clinton Heylin asegura que aún le da noches de insomnio). Durante dos días de sesiones de grabación que dieron comienzo el 28 de marzo de 1967, Morrison grabó ocho canciones esbozadas para cuatro sencillos musicales. Las sesiones de grabación tuvieron lugar en los A&R Studios, y "Brown Eyed Girl" fue capturada en la 22º toma del primer día. De los músicos que contratados, había tres guitarristas, entre los que se incluían Eric Gale, Hugh McCracken y Al Giorgioni, el bajista Russ Savakus, el organista Garry Sherman y el baterista Gary Chester.

## Música y letra
Originariamente titulada "Brown-Skinned Girl", Morrison cambió el título por "Brown Eyed Girl" al grabarla. Morrison comentó sobre el primer título: "Fue un error. Era un tipo de canción jamaicana. Fue un lapsus. Cambié el título"."Después de que la grabáramos, miré la tapa de la caja y no me di cuenta de que había cambiado el título. Miré la caja donde la había guardado junto a mi guitarra y decía "Brown Eyed Girl" en la tapa. Es una de esas cosas que ocurren".
La nostálgica letra de la canción sobre un antiguo amor fue considerada demasiado sugestiva durante la época como para ser difundida por la radio. Una versión editada de la canción fue publicada sin el verso "making love in the green grass" (lo cual puede traducirse al español como: "Haciendo el amor sobre el verde césped") y reemplazada por "laughin' and a-runnin'" de la anterior estrofa. Dicha versión fue publicada en algunas copias del álbum recopilatorio de 1990 The Best of Van Morrison.

## Resultados
Debido al contrato que había firmado con Bang Records sin representante legal, Morrison nunca percibió, según sus propias palabras, ninguna regalía por su composición o grabación. El contrato le hacía responsable de todos los gastos de grabación producidos durante su estancia con Bang Records antes de que los royalties fueran pagados, y a posteriori, después de recuperar la suma perdida, le convertía en "súbdito de una contabilidad sumamente creativa". Morrison vengó su frustración con la canción sarcástica "The Big Royalty Check".

## Legado e influencia
- En enero de 2007, "Brown Eyed Girl" fue inducida en el Salón de la Fama de los Grammy.
- En noviembre de 2004, "Brown Eyed Girl" quedó clasificado en el puesto 109 de la lista de las 500 mejores canciones de todos los tiempos según la revista musical Rolling Stone.[20]
- Es también una de las 500 canciones del Salón de la Fama del Rock and Roll que cambiaron el rock and roll.
- Quedó en el puesto 79 de la lista de las 885 mejores canciones de todos los tiempos elaborada por los oyentes de WXPN.[21]
- Fue elegida como la 131.ª canción en una lista de las canciones del siglo elaborada por la RIAA en función de su relevancia histórica.[22]
- En 2000, quedó en el puesto 21 de la lista de las 100 mejores canciones de pop de Rolling Stone y MTV, y en el puesto 49 de las 100 mejores canciones de rock de la cadena de televisión VH1.[23][24]
- En 1999, fue votada como una de las 100 mejores canciones del siglo por BMI.[25][26]
- "Brown Eyed Girl" fue ubicada en el puesto 386 del libro de Dave Marsh The Heart of Rock and Soul, The 1001 Greatest Singles Ever.[27]
- En abril de 2005, la Casa Blanca anunció que "Brown Eyed Girl" era una de las canciones escuchada con frecuencia por el expresidente de los Estados Unidos de América George W. Bush en su iPod. Al respecto, Morrison comentó antes de un concierto en Inglaterra: "Sí, es bueno oír cosas como esas, ya sabes. Pero hubiera preferido que fuese una canción nueva".[28]
- Fue incluida en la banda sonora de numerosas películas, entre las que figuran Born on the Fourth of July  y Sleeping With the Enemy.

## Versiones
- "Brown Eyed Girl" ha sido versionada, con el paso de los años, por una larga lista de músicos, entre los que figuran Jimmy Buffett, Skatallica, Everclear, Billy Ray Cyrus, Reel Big Fish, Bruce Springsteen, Bob Dylan, Cat Stevens, Green Day, Lagwagon, John Mayer, Weezer, The Sex Pistols, Busted, McFLY, Eagles, The Rolling Stones, James Taylor y Ziggy Marley. También se han realizado adaptaciones a otros idiomas como el catalán, de la mano de Els Pets (titulada "Ulls de color mel"), el finlandés, por Aki Sirkesalo (como "Punatukkainen"), el alemán, de la mano de Stefan Gwildis (como "Nur Wegen Dir"); y el español, de la mano de Roberto Jordán (como "La Chica de los Ojos Cafes").